# Emissió estimulada
L'emissió estimulada és el procés pel qual un electró d'un àtom o molècula en un estat excitat és pertorbat per un fotó incident i cau a un estat de menor energia, amb la consegüent emissió d'un segon fotó, idèntic al fotó incident (mateixa freqüència i fase). Es tracta d'un dels processos bàsics d'interacció radiació-matèria (els altres dos són l'absorció i l'emissió espontània). A diferència del que passa a l'absorció, en aquest procés el fotó incident no desapareix. El procés és totalment quàntic, tot i que es pot entendre amb un tractament semiclàssic (descripció clàssica del camp electromagnètic i descripció quàntica de l'àtom), i és la base de funcionament del làser, per exemple.
En presència d'un camp electromagnètic extern, un àtom oscil·larà com un dipol i una conseqüència d'aquesta oscil·lació és que afavoreix la caiguda dels electrons cap a nivells més baixos d'energia i, consegüentment, l'emissió de radiació electromagnètica. Quan els fotons incidents (és a dir, el camp electromagnètic) tenen una freqüència que coincideix amb alguna transició entre dos estats electrònics qualssevol de l'àtom o molècula, els fotons emesos tindran la mateixa fase, la mateixa freqüència i la mateixa direcció que els incidents.
Per modelar el procés suposem que un electró es troba inicialment en un estat excitat d'energia E₂ i que també existeix l'estat de menor energia E1; si aquest àtom és pertorbat per un fotó la freqüència del qual és 
{\displaystyle \nu ={\frac {E_{2}-E_{1}}{h}}}
és a dir, coincideix amb l'interval d'energia entre els dos nivells, s'emetrà un fotó idèntic al primer (h és la constant de Planck). El procés està representat esquemàticament a continuació:
En un grup de N àtoms o molècules en estat excitat i pertorbats per una densitat de fotons ρ(ν) la velocitat a què es produeix el procés d'emissió estimulada (i, per tant, l'emissió de fotons) és donada per la relació
{\displaystyle {\frac {\partial N}{\partial t}}=-B_{21}\rho (\nu )N}
on B21 s'anomena coeficient B d'Einstein i és particular per a cada transició entre estats considerada. Fixem-nos que el ritme de transició és directament proporcional al nombre d'àtoms en estat excitat i també a la densitat de fotons de la radiació incident. Malgrat que la solució d'aquesta equació diferencial és una funció exponencial decreixent (vegeu emissió espontània), en presència de fotons incidents també es produeix el procés d'absorció, de manera que en realitat s'ha de solucionar aquesta equació però ampliada amb el terme corresponent a l'absorció. Cal remarcar que el punt clau de l'emissió estimulada és que els fotons emesos són idèntics als incidents, i això fa que la llum emesa sigui coherent, característica bàsica per comprendre els processos d'interferència en òptica.